# Markus Hornig

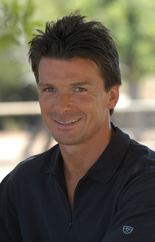
Markus Hornig

Markus Hornig (* 30. November 1964 in Sulzbach-Rosenberg) ist ein deutscher Tennis- und Mentaltrainer.

## Tennistrainer
Markus Hornig erwarb 1990 die A-Trainer-Lizenz des DTB. Acht Jahre lang war Hornig als Trainer auf der ATP-Tour der Tennisprofis unterwegs. Von 1991 bis 1993 arbeitete er mit Markus Zoecke, der in dieser Zeit in der ATP-Weltrangliste von Platz 180 auf 48 aufstieg und 1992 in das deutsche Daviscupteam aufgenommen wurde. Später betreute er weitere deutsche Davis-Cup-Spieler wie Bernd Karbacher, David Prinosil und Michael Stich, den er 1997 im Rahmen seiner Comeback-Vorbereitung kurzzeitig unterstützte.
1993 war er Cheftrainer des TC Waldau Stuttgart, von 1994 bis 1996 Bundesligacoach des HTV Hannover, wo er unter anderem mit dem damals 18-jährigen Nicolas Kiefer trainierte. 1997 wechselte er zum LTTC Rot-Weiß Berlin und schaffte dort mit der Herrenmannschaft den Aufstieg in die 1. Bundesliga. Mit diesem Club an der Berliner Hundekehle war er im Jahr 2000 Trainer der jüngsten Mannschaft der 2. Bundesliga mit einem Durchschnittsalter von 19 Jahren (unter anderem mit den Spielern Philipp Petzschner, Björn Phau und Alexander Peya).
In der Aus- und Weiterbildung von Tennistrainern engagiert sich Hornig bis heute, unter anderem als Referent beim Deutschen Tennisbund. Regelmäßig betreut er auch junge Tennistalente wie beispielsweise Daniel Altmaier. Den späteren Achtelfinalisten der French Open 2020 baute Hornig auch in einer langen Verletzungspause mental wieder auf.
Außerdem hat Hornig Lehrbücher und -filme verfasst. Wegen seiner nach wie vor guten Vernetzung in der ATP-Szene ist er bei Sportreportern ein gefragter Gesprächspartner etwa für die mentale Analyse des deutschen Spitzenspielers Alexander Zverev.

## Mentaltrainer
Hornig widmet sich seit 2002 intensiv den Themen Mentaltraining, Selbst- und Leistungsmanagement. Er berät Spitzensportler wie Fußballprofis, Teams und Unternehmen. Seine praktischen Erfahrungen aus dem Spitzensport hat Hornig durch eine umfangreiche Aus- und Weiterbildung ergänzt. So ist er ausgebildeter Heilpraktiker für Naturheilkunde und Psychotherapie, Diplom-Mentaltrainer und Diplom-Biofeeddbacktrainer. An der Uni Bielefeld hat er zudem den Studiengang Betriebliches Gesundheitsmanagement absolviert. Hornig hat das Motivationsprogramm Moving – ab jetzt gesund entwickelt, das er 2004 zusammen mit Carl-Uwe Steeb auch als Buch veröffentlicht hat. Als Geschäftsführer der Moving Gesundheitsmanagement GmbH erarbeitet Hornig spezielle Programme, die vor allem Unternehmen bei der Gesundheitsförderung ihrer Mitarbeiter und zur Senkung des Krankenstandes einsetzen.
Seit Herbst 2011 ist Hornig als Mentalcoach im Trainerteam der deutschen Frauenfußball-Nationalmannschaft tätig. So war er auch Teil des Betreuerstabs während der Europameisterschaft in Schweden 2013 und bei der Olympiade in Rio 2016.
Mit der Torhüterin und Kapitänin der deutschen Fußballnationalmannschaft, Nadine Angerer, hält Hornig Vorträge in Unternehmen zum Thema Führung und Motivation.
Gute Mentalcoaches unterstützen Führungskräfte nach den Worten von Hornig dabei, herauszufinden, wie ihre Schützlinge ticken. Deshalb bräuchten Naturtalente wie der Fußballtrainer Jürgen Klopp eigentlich auch gar keine entsprechende Ergänzung. Ein Mentalcoach wirke im Hintergrund und müsse "die blinden Flecken sehen". Aufsehen erregte auch eine Äußerung Hornigs, nach seinen Erfahrungen gingen die deutschen Fußballnationalspielerinnen das Training teilweise professioneller an als zumindest die Profis von Hertha BSC zu einer Zeit, als er dort Einblick hatte.
Seit Sommer 2013 schreibt Hornig auch Kolumnen, beispielsweise bei Focus Online. Er ist außerdem ein viel gefragter Interviewpartner.  Wie mentales Training im Leistungssport und bei anderen beruflichen Höchstleistungen funktioniert, hat er zusammen mit Angela Kerek in dem Buch "Winning Inside" aufgeschrieben, das im Januar 2021 erschienen ist.

## Veröffentlichungen
- Winning Inside – Was wir vom Spitzensport für unser Berufsleben lernen können. Mit Angela Kerek. Egoth, Wien 2021, ISBN 978-3-903183-35-3
- Training für den Kopf – Mentales Training zur Beschleunigung der Rehabilitation nach Sportverletzungen in Sportärztezeitung 3/2018[14]
- 30 Minuten Mentaltraining. Gabal, Offenbach 2017, ISBN 978-3-86936-815-3
- 30 Minuten Gewohnheiten ändern. Gabal, Offenbach 2016, ISBN 978-3-86936-734-7
- 30 Minuten Lebensenergie. Gabal, Offenbach 2015, ISBN 978-3-86936-678-4
- 30 Minuten Flow. Gabal, Offenbach 2013, ISBN 978-3-95623-019-6
- Mit Carl-Uwe Steeb: Moving. Ab jetzt gesund. Das Motivationsprogramm – Bewegung, Ernährung, Entspannung. Knaur, München 2004, ISBN 3-426-66916-1
- Champions Coach. Dein privater Tennistrainer. Ein Handbuch für modernes Tennistraining. Powerplay, Berlin 2001, ISBN 3-9804611-2-2